# Saci (folclore)

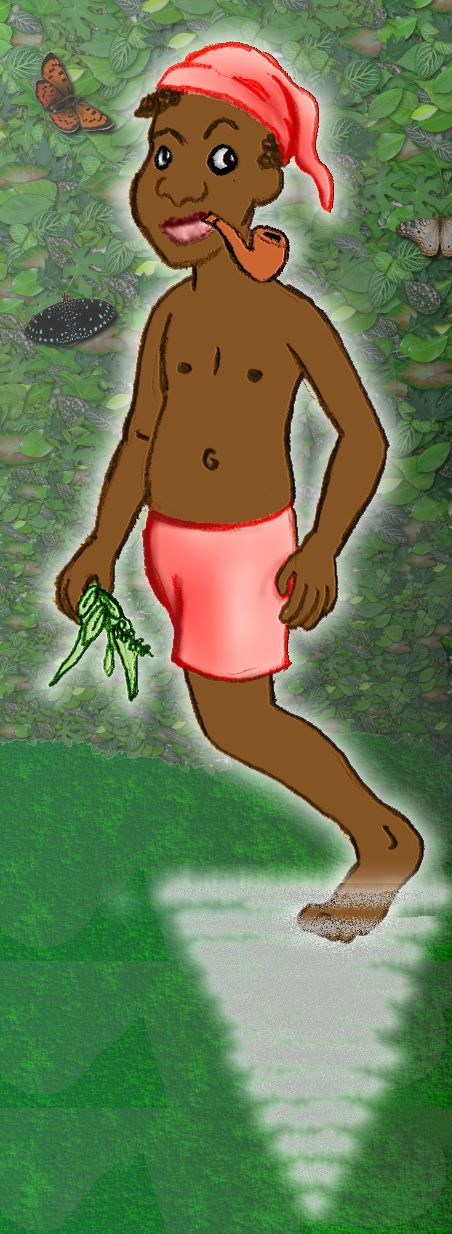
Il saci-pererê

Il saci è un personaggio del folclore brasiliano. Originario del sud del paese, si è diffuso in tutto il Brasile.
È descritto come un giovane di colore con una sola gamba, che indossa un berretto rosso e fuma la pipa. Gli viene attribuito il potere magico di scomparire e di far nascere turbini di aria.

## Paralleli nel folclore africano
La figura del saci è stata accostata a quelle di spiriti delle foreste africane come gli aroni degli Yoruba e l'aziza degli Jejé che, come il saci, hanno una sola gamba e fumano la pipa (i mulinelli di aria che muovono le foglie sono ritenuti un'azione dell'aroni).

## Monteiro Lobato e il saci
Nel 1917 lo scrittore Monteiro Lobato chiese ai lettori di "Estadinho", supplemento del giornale O Estado de São Paulo, di raccontare quello che sapevano della leggenda del saci e pubblicò quindi il libro O Sacy-Pererê, resultado de un inquérito.
Nel 1921, Monteiro Lobato pubblicò il libro per ragazzi O Saci, che faceva parte della serie Sítio do Picapau Amarelo. Dal libro fu tratto un film del 1951 con lo stesso titolo, diretto da Rodolfo Nanni. Dai racconti del Sítio do Picapau Amarelo sono state tratte anche alcune serie televisive, nelle quali, tra i vari personaggi, compare anche il Saci.

## Uso del nome nella scienza
Un esempio della popolarità del personaggio in Brasile è l'uso del nome di saci-pererê (la più nota "variante") in campo scientifico.
Uno spettrometro dell'Università di San Paolo è stato chiamato Sistema Ancilar de Cintiladores plásticos e Pequeno Espectrômetro de Radiação Eletromagnética com Rejeição de Espalhamento per formare l'acronimo Saci-Perere con il quale è conosciuto.
Il nome Saci è stato usato nelle attività di ricerca spaziale brasiliana. Nel 1968 un programma relativo a un satellite per le telecomunicazione è stato denominato Saci, acronimo di "Satélite avançado de comunicaçőes interdisciplinares". Il nome Saci è stato in seguito dato anche a due satelliti costruiti a scopo di ricerca (il nome è presentato come acronimo di Satélite de aplicaçőes científicas) dell'Istituto nazionale di ricerche spaziali del Brasile (Instituto Nacional de Pesquisas Espaciais, Inpe). La sorte dei due satelliti non è stata molto felice dato che Saci-1, mandato in orbita, non funzionò, e Saci-2 andò distrutto durante il lancio.
Quattro retrotrasposoni scoperti da un'équipe brasiliana nel platelminta parassita Schistosoma mansoni hanno preso il nome dal saci-Pererê: tre di essi sono stati chiamati Saci, con un numero per distinguerli (Saci-1, Saci-2, Saci-3), e il quarto è stato denominato Perere.
Un rettile del Triassico i cui fossili sono stati trovati nella formazione Caturrita, nel Rio Grande do Sul, nel sud del Brasile, è stato chiamato Sacisaurus agudoensis. Il nome del genere si riferiva "al fatto che sono stati trovati solo femori destri di questo nuovo taxon" e quindi gli studiosi lo hanno scherzosamente paragonato al saci che ha una sola gamba.

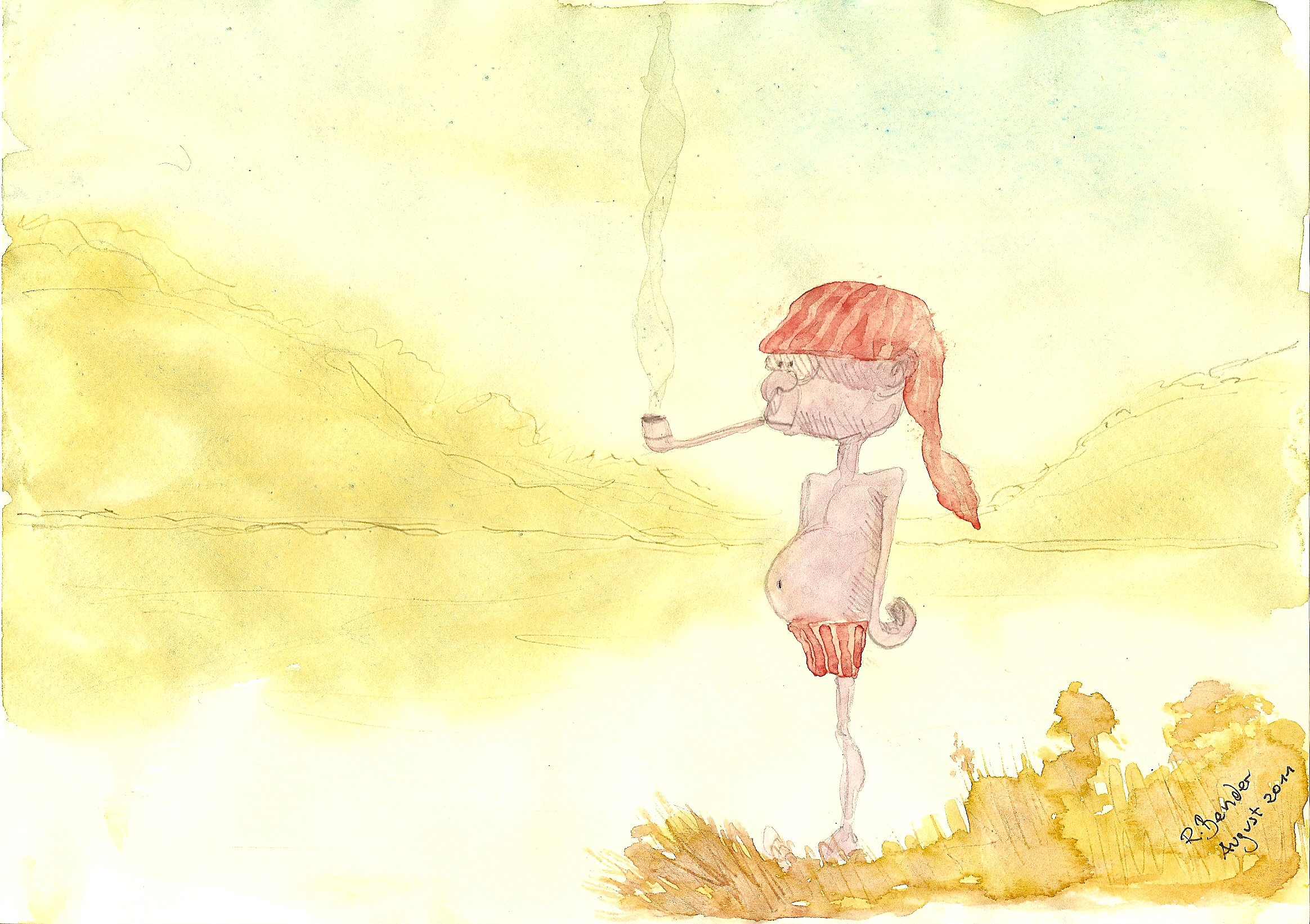
Il saci si ferma davanti all'acqua. Disegno di Renato Bender, che si è riferito a tale leggenda per l'ipotesi sull'interazione dei primati con l'acqua.

Nicole e Renato Bender hanno chiamato "Saci last common ancestor hypothesis" la loro supposizione che gli ominoidi abbiano perso nella loro evoluzione la capacità di nuotare, abilità poi ricomparsa con l'uomo. Il riferimento al saci deriva dalla credenza che il personaggio del folclore non sarebbe in grado di superare neppure un piccolo corso d'acqua.

## Nello sport
Il saci è la mascotte della squadra di calcio dello Sport Club Internacional di Porto Alegre.

## Nella cultura
Negli anni '50 e '60 è stato istituito il Prêmio Saci nel campo teatrale e cinematografico'. L'onorificenza consisteva in una statuetta scolpita da Victor Brecheret, raffigurante un Saci.